# 莱维加斯帕里安爵士镇
莱维加斯帕里安爵士镇是巴西里约热内卢州的一个市镇。总面积107.266平方公里，总人口8551人，人口密度79.7人/平方公里。